# Reader (Virginia Occidental)
Reader es un lugar designado por el censo ubicado en el condado de Wetzel en el estado estadounidense de Virginia Occidental. En el Censo de 2010 tenía una población de 397 habitantes y una densidad poblacional de 162,03 personas por km².

## Geografía
Reader se encuentra ubicado en las coordenadas 39°34′11″N 80°43′55″O / 39.56972, -80.73194. Según la Oficina del Censo de los Estados Unidos, Reader tiene una superficie total de 2.45 km², de la cual 2.41 km² corresponden a tierra firme y (1.8%) 0.04 km² es agua.

## Demografía
Según el censo de 2010, había 397 personas residiendo en Reader. La densidad de población era de 162,03 hab./km². De los 397 habitantes, Reader estaba compuesto por el 99.75% blancos, el 0% eran afroamericanos, el 0.25% eran amerindios, el 0% eran asiáticos, el 0% eran isleños del Pacífico, el 0% eran de otras razas y el 0% pertenecían a dos o más razas. Del total de la población el 0% eran hispanos o latinos de cualquier raza.